# Joe Evans
Joseph James „Joe“ Evans (* 7. Oktober 1916 in Pensacola, Florida; † 17. Januar 2014 in Richmond, Virginia) war ein US-amerikanischer Jazzmusiker (Alt- und Baritonsaxophon, Klarinette) und Musikproduzent und der späten Swing- und der Rhythm-&-Blues-Ära.

## Leben und Wirken
Evans begann seine Karriere in Pensacola, wo er Saxophon-Unterricht hatte und mit lokalen Bands spielte. Durch seinen Cousin, den Jazztrompeter Buddy Johnson, kam er mit 23 Jahren nach New York City, wo er 1939 Mitglied des Erskine Hawkins Orchestra wurde. Anschließend spielte er bei Cam Williams, wo er Charlie Parker ersetzte. 1942 spielte er bei Hot Lips Page und Jay McShann, dann bei Sil Austin, Paul Williams, Lionel Hampton, Jimmy Lunceford, Cab Calloway und Louis Armstrong. Evans wirkte 1944 bei Aufnahmen von Mary Lou Williams (Song in My Soul/Lady, Be Good, u. a. mit Bill Coleman und Coleman Hawkins), 1945 entstanden weitere Aufnahmen mit Floyd „Horsecollar“ Williams und Dud Bascomb.
Ab 1945 nahm Evans für J. Mayo Williams’ Label in Chicago auf, wo er eine Combo mit Jesse Drakes, Duke Jordan, Gene Ramey, J. C. Heard und Etta Jones leitete.
In den folgenden Jahren war er Mitglied in den Swingbands von Andy Kirk, Claude Hopkins und Lionel Hampton (Air Mail Special, Clef 1955). Im Bereich des Jazz war er zwischen 1944 und 1957 an 28 Aufnahmesessions beteiligt, außer den Genannten bei Hot Lips Page (1947), Eddie Wilcox (1949/50), Ivory Joe Hunter (1950–54), Amos Milburn und zuletzt im Hal Singer Orchestra.
In den frühen 1960er-Jahren ging Evans mit der Motown Revue auf Tourneen, wo er u. a. die R&B-Sänger und Bands Stevie Wonder, The Supremes, Marvin Gaye, The Temptations und Martha and the Vandellas begleitete. Als Studiomusiker wirkte er bei zahlreichen Aufnahmen des Detroiter Motown-Labels mit. 1961 gründete Joe Evans sein eigenes Plattenlabel Carnival Records, für dessen Produktionen er auch arrangierte und als Musiker mitwirkte. Zu den erfolgreichsten Veröffentlichungen des Labels zählten die The Manhattans. Nachdem er sich als Produzent zur Ruhe gesetzt hatte, studierte er am Essex County College in Newark und erwarb 1973 den Associate-Abschluss. Mit einem Stipendium der Ford Foundation sette er seine Studien an der Rutgers University fort, wo er 1975 den Master of Education erwarb. Anschließend war Evans in der Verwaltung des Staats New Jersey tätig. Nach seinem Ruhestand zog er nach Richmond, Virginia. 2008 erschien seine Autobiographie Follow Your Heart (University of Illinois Press), die er mit Christopher Brooks, Professor für Anthropologie an der Virginia Commonwealth University geschrieben hatte.